# Circondario di Rastenburg
Il circondario di Rastenburg era un circondario tedesco, nella regione della Prussia Orientale. Esistette dal 1818 al 1945.

## Suddivisione
Al 1º gennaio 1945 il circondario comprendeva le città di Barten, Drengfurth e Rastenburg e 76 comuni.